# Pilota d'Or 2021
El premi Pilota d'Or 2021 (en francès: Ballon d'Or 2021) fou la 65a edició del premi Pilota d'Or, atorgat per la revista France Football en reconeixement dels millors futbolistes del món de 2021.
Els nominats per a la cerimònia es van anunciar el 8 d'octubre de 2021. Just abans de la cerimònia, France Football va anunciar que juntament amb la Pilota d'Or masculina i femenina, el Trofeu Kopa i el Trofeu Iaixin, es lliurarien dos nous premis: el de millor club i el de millor davanter de l'any.
Lionel Messi va guanyar el premi per setena vegada, ampliant el seu propi rècord després de capitanejar l'Argentina a la Copa Amèrica 2021, el seu primer títol internacional sènior des de 1993. Robert Lewandowski va acabar segon després de la seva temporada rècord de 41 gols a la campanya de la Bundesliga 2020-21, i Jorginho va acabar tercer després de contribuir al títol de la Lliga de Campions de la UEFA 2020–21 i la UEFA Euro 2020.

## Pilota d'Or
Els nominats als premis es van anunciar el 8 d'octubre de 2021.
| Posició | Jugador              | Club(s)                             | Punts |
| ------- | -------------------- | ----------------------------------- | ----- |
| 1       | Lionel Messi         | FC Barcelona Paris Saint-Germain FC | 613   |
| 2       | Robert Lewandowski   | Bayern de Múnic                     | 580   |
| 3       | Jorginho             | Chelsea FC                          | 460   |
| 4       | Karim Benzema        | Reial Madrid                        | 239   |
| 5       | N'Golo Kanté         | Chelsea FC                          | 186   |
| 6       | Cristiano Ronaldo    | Juventus FC Manchester United FC    | 178   |
| 7       | Mohamed Salah        | Liverpool FC                        | 121   |
| 8       | Kevin De Bruyne      | Manchester City FC                  | 73    |
| 9       | Kylian Mbappé        | Paris Saint-Germain FC              | 58    |
| 10      | Gianluigi Donnarumma | AC Milan Paris Saint-Germain FC     | 36    |
| 11      | Erling Haaland       | Borussia Dortmund                   | 33    |
| 12      | Romelu Lukaku        | Inter de Milà Chelsea FC            | 26    |
| 12      | Giorgio Chiellini    | Juventus FC                         | 26    |
| 14      | Leonardo Bonucci     | Juventus FC                         | 18    |
| 15      | Raheem Sterling      | Manchester City FC                  | 10    |
| 16      | Neymar               | Paris Saint-Germain FC              | 9     |
| 17      | Luis Suárez          | Atlètic de Madrid                   | 8     |
| 17      | Simon Kjær           | AC Milan                            | 8     |
| 19      | Mason Mount          | Chelsea FC                          | 7     |
| 19      | Riyad Mahrez         | Manchester City FC                  | 7     |
| 21      | Bruno Fernandes      | Manchester United FC                | 6     |
| 21      | Lautaro Martínez     | Inter de Milà                       | 6     |
| 23      | Harry Kane           | Tottenham Hotspur FC                | 4     |
| 24      | Pedri                | FC Barcelona                        | 3     |
| 25      | Phil Foden           | Manchester City FC                  | 2     |
| 26      | Gerard Moreno        | Vila-real CF                        | 1     |
| 26      | Nicolò Barella       | Inter de Milà                       | 1     |
| 26      | Rúben Dias           | Manchester City FC                  | 1     |
| 29      | Luka Modrić          | Reial Madrid                        | 0     |
| 29      | Cesar Azpilicueta    | Chelsea FC                          | 0     |

## Pilota d'Or Femenina
La llista final dels premis es va anunciar el 8 d'octubre de 2021.
| Posició | Jugadora                | Club(s)                                | Punts |
| ------- | ----------------------- | -------------------------------------- | ----- |
| 1       | Alèxia Putellas         | Barcelona                              | 186   |
| 2       | Jennifer Hermoso        | Barcelona                              | 84    |
| 3       | Sam Kerr                | Chelsea                                | 46    |
| 4       | Vivianne Miedema        | Arsenal                                | 46    |
| 5       | Lieke Martens           | Barcelona                              | 40    |
| 6       | Christine Sinclair      | Portland Thorns                        | 36    |
| 7       | Pernille Harder         | Chelsea                                | 33    |
| 8       | Ashley Lawrence         | Paris Saint-Germain                    | 26    |
| 9       | Jessie Fleming          | Chelsea                                | 25    |
| 10      | Fran Kirby              | Chelsea                                | 22    |
| 11      | Magdalena Eriksson      | Chelsea                                | 20    |
| 12      | Christiane Endler       | Paris Saint-Germain Lyon               | 19    |
| 13      | Stina Blackstenius      | BK Häcken                              | 10    |
| 14      | Sam Mewis               | Manchester City North Carolina Courage | 8     |
| 15      | Irene Paredes           | Paris Saint-Germain Barcelona          | 8     |
| 16      | Ellen White             | Manchester City                        | 4     |
| 17      | Kadidiatou Diani        | Paris Saint-Germain                    | 3     |
| 18      | Marie-Antoinette Katoto | Paris Saint-Germain                    | 3     |
| 19      | Sandra Paños            | Barcelona                              | 3     |
| 20      | Wendie Renard           | Lyon                                   | 2     |

## Trofeu Kopa
Els nominats als premis es van anunciar el 8 d'octubre de 2021.
| Posició | Jugador          | Club(s)                            | Punts |
| ------- | ---------------- | ---------------------------------- | ----- |
| 1       | Pedri            | FC Barcelona                       | 89    |
| 2       | Jude Bellingham  | Borussia Dortmund                  | 39    |
| 3       | Jamal Musiala    | Bayern de Múnic                    | 38    |
| 4       | Nuno Mendes      | Sporting CP Paris Saint-Germain FC | 23    |
| 5       | Mason Greenwood  | Manchester United FC               | 15    |
| 6       | Bukayo Saka      | Arsenal FC                         | 8     |
| 7       | Florian Wirtz    | Bayer Leverkusen                   | 8     |
| 8       | Ryan Gravenberch | AFC Ajax                           | 3     |
| 9       | Giovanni Reyna   | Borussia Dortmund                  | 1     |
| 9       | Jérémy Doku      | Stade Rennais FC                   | 1     |

## Trofeu Iaixin
Els nominats als premis es van anunciar el 8 d'octubre de 2021.
| Posició | Jugador              | Club(s)                         | Punts |
| ------- | -------------------- | ------------------------------- | ----- |
| 1       | Gianluigi Donnarumma | AC Milan Paris Saint-Germain FC | 594   |
| 2       | Édouard Mendy        | Chelsea FC                      | 404   |
| 3       | Jan Oblak            | Atlètic de Madrid               | 155   |
| 4       | Ederson              | Manchester City FC              | 93    |
| 5       | Manuel Neuer         | Bayern de Múnic                 | 91    |
| 6       | Emiliano Martínez    | Aston Villa FC                  | 90    |
| 7       | Kasper Schmeichel    | Leicester City FC               | 76    |
| 8       | Thibaut Courtois     | Reial Madrid                    | 29    |
| 8       | Keylor Navas         | Paris Saint-Germain FC          | 29    |
| 10      | Samir Handanović     | Inter de Milà                   | 8     |

## Davanter de l'Any
| Posició | Jugador            | Club(s)         | Gols totals |
| ------- | ------------------ | --------------- | ----------- |
| 1       | Robert Lewandowski | Bayern de Múnic | 64          |

## Club de l'Any
| Posició | Club       | Jugadors totals | Homes | Dones |
| ------- | ---------- | --------------- | ----- | ----- |
| 1       | Chelsea FC | 10              | 5     | 5     |